# Marco Bünte
Marco Bünte (* 1970) ist ein deutscher Politikwissenschaftler. Er ist auf die Politik und Gesellschaft der Staaten Ost- und Südostasiens spezialisiert. Seit 2019 hat er einen Lehrstuhl an der Universität Erlangen inne.

## Leben
Bünte studierte von 1992 bis 1998 an der Westfälischen Wilhelms-Universität Münster Politik, Geschichte sowie englische Literatur und schloss mit dem Magister Artium ab. Er war von 1999 bis 2002 wissenschaftlicher Angestellter und Lehrbeauftragter am Institut für Politikwissenschaft in Münster und in der DFG-Forschungsgruppe "Die Konstruktion des Nationalstaats in Südostasien". Seine Dissertation befasste sich mit regionaler Autonomie in Indonesien, die Promotion in Münster schloss er 2002 ab.
Danach war er 2003 Gastdozent an der Universität Helsinki. Von 2003 bis 2012 war er wissenschaftlicher Mitarbeiter am Institut für Asienstudien des German Institute of Global and Area Studies (GIGA). Dort war er für Politik Südostasiens zuständig, mit Schwerpunkten auf Thailand, Myanmar und Indonesien. Parallel hatte er von 2005 bis 2010 einen Lehrauftrag an der Universität Hamburg. Seit 2008 gehört er der Arbeitsgruppe an, die den Bertelsmann Transformation Index erstellt. Von 2010 bis 2019 beriet er das Bundesministerium für wirtschaftliche Zusammenarbeit und Entwicklung mit politisch-ökonomischen Analysen zu Myanmar. Von 2013 bis 2014 war Bünte Senior Lecturer, anschließend bis 2019 Associate Professor an der Monash University Malaysia. Er blieb dem GIGA-Institut jedoch auch nach 2013 als assoziierter Wissenschaftler verbunden. 
Seit 2019 hat Bünte die Professur für Politik und Gesellschaft Asiens am Institut für Politische Wissenschaften der Friedrich-Alexander-Universität Erlangen-Nürnberg inne. Seine Forschungsinteressen sind Demokratie und Autoritarismus, Zivil-Militärische Beziehungen, Protestbewegungen und Zivilgesellschaft, Verfassungen, Menschenrechte und Menschenrechtsinstitutionen, Nationalismus, Extremismus, Terrorismus und Politische Gewalt; seine bevorzugte Forschungsregion ist Ost- und Südostasien.
Bünte ist seit 2006 Herausgeber der Fachzeitschrift Journal of Current Southeast Asian Affairs. Seit 2010 gehört er dem Herausgeberrat des German Journal of Asian Studies und seit 2016 dem von Contemporary Politics an.

## Schriften (Auswahl)
- Probleme der demokratischen Konsolidierung in Thailand. Hamburg 2000, ISBN 3-88910-238-7.
- Regionale Autonomie in Indonesien. Wege zur erfolgreichen Dezentralisierung. Hamburg 2003, ISBN 3-88910-299-9.
- mit Andreas Ufen (Hrsg.): Democratization in Post-Suharto Indonesia. London 2008, ISBN 0-415-43893-4.
- mit Aurel Croissant (Hrsg.): The Crisis of Democratic Governance in Southeast Asia. Basingstoke 2010, ISBN 0-230-28235-0
- mit Björn Dressel (Hrsg.): Politics and Constitutions in Southeast Asia, London 2017, ISBN 978-0-8153-5604-2.
- mit Mark R. Thompson (Hrsg.): Presidentialism and Democracy in East and Southeast Asia, London 2023, ISBN 9781032075112.